# Robin White
Ne pas confondre avec Anne White et Wendy White, également joueuses de tennis.
Robin White (née le 10 décembre 1963) est une joueuse de tennis américaine, professionnelle de 1983 à 1995.
Spécialiste de double, elle a remporté l'US Open en 1988, en double dames avec Gigi Fernández, et en double mixte en 1989 avec Shelby Cannon .

## Palmarès

### Titres en simple dames
| No | Date       | Nom et lieu du tournoi                  | Catégorie | Dotation  | Surface         | Finaliste        | Score         |          |
| -- | ---------- | --------------------------------------- | --------- | --------- | --------------- | ---------------- | ------------- | -------- |
| 1  | 25-02-1985 | Virginia Slims of Pennsylvania, Hershey |           | 75 000 $  | Moquette (int.) | Anne Minter      | 6-7, 6-2, 6-2 | Parcours |
| 2  | 27-01-1992 | Nutri-Metics Bendon Classic, Auckland   | Tier V    | 100 000 $ | Dur (ext.)      | Andrea Strnadová | 2-6, 6-4, 6-3 | Parcours |

### Finale en simple dames
| No | Date       | Nom et lieu du tournoi          | Catégorie | Dotation | Surface    | Vainqueure | Score    |          |
| -- | ---------- | ------------------------------- | --------- | -------- | ---------- | ---------- | -------- | -------- |
| 1  | 25-07-1988 | Northern California Open, Aptos | Tier V    | 50 000 $ | Dur (ext.) | Sara Gomer | 6-4, 7-5 | Parcours |

### Titres en double dames
| No | Date       | Nom et lieu du tournoi                       | Catégorie | Dotation    | Surface         | Partenaire         | Finalistes                           | Score         |          |
| -- | ---------- | -------------------------------------------- | --------- | ----------- | --------------- | ------------------ | ------------------------------------ | ------------- | -------- |
| 1  | 14-01-1985 | Virginia Slims of Denver Denver              |           | 75 000 $    | Moquette (int.) | Mary Lou Piatek    | Leslie Allen Sharon Walsh            | 1-6, 6-4, 7-5 | Parcours |
| 2  | 25-02-1985 | Virginia Slims of Pennsylvania Hershey       |           | 75 000 $    | Moquette (int.) | Mary Lou Piatek    | Lea Antonoplis Wendy White           | 6-4, 7-6      | Parcours |
| 3  | 30-09-1985 | Maybelline Classic Fort Lauderdale           |           | 150 000 $   | Dur (ext.)      | Gigi Fernández     | Rosalyn Fairbank Beverly Mould       | 6-2, 7-5      | Parcours |
| 4  | 27-07-1987 | California State Championships Aptos         |           | 50 000 $    | Dur (ext.)      | Kathy Jordan       | Lea Antonoplis Barbara Gerken        | 6-1, 6-0      | Parcours |
| 5  | 14-09-1987 | Pan Pacific Open Tokyo                       |           | 250 000 $   | Moquette (int.) | Anne White         | Katerina Maleeva Manuela Maleeva     | 6-1, 6-2      | Parcours |
| 6  | 02-11-1987 | Virginia Slims of Arkansas Little Rock       |           | 75 000 $    | Dur (ext.)      | Mary Lou Daniels   | Lea Antonoplis Barbara Gerken        | 6-2, 6-4      | Parcours |
| 7  | 11-04-1988 | Suntory Japan Open Tokyo                     | Tier V    | 100 000 $   | Dur (ext.)      | Gigi Fernández     | Lea Antonoplis Barbara Gerken        | 6-1, 6-4      | Parcours |
| 8  | 29-08-1988 | US Open Flushing Meadows                     | G. Chelem | 1 937 333 $ | Dur (ext.)      | Gigi Fernández     | Patty Fendick Jill Hetherington      | 6-4, 6-1      | Parcours |
| 9  | 21-08-1989 | Player’s Canadian Open Toronto               | Tier II   | 300 000 $   | Dur (ext.)      | Gigi Fernández     | Martina Navrátilová Larisa Savchenko | 6-1, 7-5      | Parcours |
| 10 | 15-09-1989 | VS International Doubles Championships Tokyo |           | 175 000 $   | Moquette (int.) | Gigi Fernández     | Elizabeth Smylie Wendy Turnbull      | 6-2, 6-2      | Parcours |
| 11 | 09-10-1989 | Porsche Grand Prix Filderstadt               | Tier III  | 250 000 $   | Dur (int.)      | Gigi Fernández     | Raffaella Reggi Elna Reinach         | 6-4, 7-6      | Parcours |
| 12 | 24-09-1990 | Nichirei International Championships Tokyo   | Tier II   | 350 000 $   | Moquette (int.) | Mary Joe Fernández | Gigi Fernández Martina Navrátilová   | 4-6, 6-3, 7-6 | Parcours |
| 13 | 01-10-1990 | Moscow Open Moscou                           | Tier V    | 100 000 $   | Moquette (int.) | Gretchen Magers    | Elena Bryukhovets Eugenia Maniokova  | 6-2, 6-4      | Parcours |
| 14 | 21-09-1992 | Nichirei International Championships Tokyo   | Tier II   | 350 000 $   | Dur (ext.)      | Mary Joe Fernández | Yayuk Basuki Nana Miyagi             | 6-4, 6-4      | Parcours |

### Finales en double dames
| No | Date       | Nom et lieu du tournoi                        | Catégorie | Dotation    | Surface         | Vainqueures                            | Partenaire                | Score                                            |          |
| -- | ---------- | --------------------------------------------- | --------- | ----------- | --------------- | -------------------------------------- | ------------------------- | ------------------------------------------------ | -------- |
| 1  | 10-09-1984 | Ginny of Utah Salt Lake City                  |           | NC          | Dur (ext.)      | Anne Minter Elizabeth Minter           | Heather Crowe             | 6-1, 6-2                                         | Parcours |
| 2  | 28-04-1986 | US Open Clay Courts Indianapolis              |           | 200 000 $   | Terre (ext.)    | Steffi Graf Gabriela Sabatini          | Gigi Fernández            | 6-2, 6-0                                         | Parcours |
| 3  | 10-11-1986 | Puerto Rico Open San Juan                     |           | 75 000 $    | Dur (ext.)      | Lori McNeil Mercedes Paz               | Gigi Fernández            | 6-2, 3-6, 6-4                                    | Parcours |
| 4  | 16-03-1987 | Virginia Slims of Dallas Dallas               |           | 250 000 $   | Moquette (int.) | Mary Lou Piatek Anne White             | Elise Burgin              | 7-5, 6-3                                         | Parcours |
| 5  | 25-04-1988 | Pan Pacific Open Tokyo                        | Tier III  | 250 000 $   | Moquette (int.) | Pam Shriver Helena Suková              | Gigi Fernández            | 4-6, 6-2, 7-6                                    | Parcours |
| 6  | 08-08-1988 | Virginia Slims of Los Angeles Los Angeles     | Tier II   | 300 000 $   | Dur (ext.)      | Patty Fendick Jill Hetherington        | Gigi Fernández            | 7-6, 5-7, 6-4                                    | Parcours |
| 7  | 22-08-1988 | United Jersey Bank Classic Mahwah             | Tier IV   | 200 000 $   | Dur (ext.)      | Jana Novotná Helena Suková             | Gigi Fernández            | 6-3, 6-2                                         | Parcours |
| 8  | 10-10-1988 | Honda Classic San Juan                        | Tier IV   | 75 000 $    | Dur (ext.)      | Patty Fendick Jill Hetherington        | Gigi Fernández            | 6-4, 6-2                                         | Parcours |
| 9  | 25-11-1988 | World Doubles Championships Tokyo             |           | 250 000 $   | Moquette (int.) | Katrina Adams Zina Garrison            | Gigi Fernández            | 7-5, 7-5                                         | Parcours |
| 10 | 31-07-1989 | American Bank Classic San Diego               | Tier IV   | 200 000 $   | Dur (ext.)      | Elise Burgin Rosalyn Fairbank-Nideffer | Gretchen Magers           | 4-6, 6-3, 6-3                                    | Parcours |
| 11 | 23-10-1989 | Puerto Rico Open San Juan                     | Tier IV   | 100 000 $   | Dur (ext.)      | Aucune -                               | Gigi Fernandez            | finale annulée face à Cammy MacGregor-Ronni Reis | Parcours |
| 12 | 29-01-1990 | Nutri-Metics Auckland                         | Tier V    | 75 000 $    | Dur (ext.)      | Natalia Medvedeva Leila Meskhi         | Jill Hetherington         | 3-6, 6-3, 7-6                                    | Parcours |
| 13 | 16-03-1990 | Lipton International Championships Miami      | Tier I    | 750 000 $   | Dur (ext.)      | Jana Novotná Helena Suková             | Betsy Nagelsen            | 6-4, 6-3                                         | Parcours |
| 14 | 26-03-1990 | US Hard Court Championships San Antonio       | Tier III  | 225 000 $   | Dur (ext.)      | Kathy Jordan Elizabeth Smylie          | Gigi Fernández            | 7-5, 7-5                                         | Parcours |
| 15 | 29-10-1990 | Virginia Slims of California Oakland          | Tier II   | 350 000 $   | Moquette (int.) | Meredith McGrath Anne Smith            | Rosalyn Fairbank-Nideffer | 2-6, 6-0, 6-4                                    | Parcours |
| 16 | 28-01-1991 | Pan Pacific Open Tokyo                        | Tier II   | 350 000 $   | Moquette (int.) | Kathy Jordan Elizabeth Smylie          | Mary Joe Fernández        | 4-6, 6-0, 6-3                                    | Parcours |
| 17 | 12-08-1991 | Virginia Slims of Los Angeles Manhattan Beach | Tier II   | 350 000 $   | Dur (ext.)      | Larisa Neiland Natasha Zvereva         | Gretchen Magers           | 6-1, 2-6, 6-2                                    | Parcours |
| 18 | 29-08-1994 | US Open Flushing Meadows                      | G. Chelem | 3 900 000 $ | Dur (ext.)      | Jana Novotná Arantxa Sánchez           | Katerina Maleeva          | 6-3, 6-3                                         | Parcours |

### Titre en double mixte
| No | Date       | Nom et lieu du tournoi   | Catégorie | Dotation    | Surface    | Partenaire    | Finalistes                  | Score         |          |
| -- | ---------- | ------------------------ | --------- | ----------- | ---------- | ------------- | --------------------------- | ------------- | -------- |
| 1  | 28-08-1989 | US Open Flushing Meadows | G. Chelem | 2 138 000 $ | Dur (ext.) | Shelby Cannon | Meredith McGrath Rick Leach | 3-6, 6-2, 7-5 | Parcours |

### Finale en double mixte
| No | Date       | Nom et lieu du tournoi         | Catégorie | Dotation    | Surface    | Vainqueures           | Partenaire  | Score         |          |
| -- | ---------- | ------------------------------ | --------- | ----------- | ---------- | --------------------- | ----------- | ------------- | -------- |
| 1  | 14-01-1991 | Ford Australian Open Melbourne | G. Chelem | 2 000 000 $ | Dur (ext.) | Jo Durie Jeremy Bates | Scott Davis | 2-6, 6-4, 6-4 | Parcours |

## Parcours en Grand Chelem

### En simple dames
| Année | Open d'Australie (janvier) | Open d'Australie (janvier) | Internationaux de France | Internationaux de France | Wimbledon       | Wimbledon          | US Open         | US Open             | Open d'Australie (décembre) | Open d'Australie (décembre) |
| ----- | -------------------------- | -------------------------- | ------------------------ | ------------------------ | --------------- | ------------------ | --------------- | ------------------- | --------------------------- | --------------------------- |
| 1983  | n/a                        | n/a                        | -                        | -                        | -               | -                  | -               | -                   | 1er tour (1/32)             | Catherine Suire             |
| 1984  | n/a                        | n/a                        | -                        | -                        | 1er tour (1/64) | Elizabeth Sayers   | 1er tour (1/64) | Barbara Gerken      | -                           | -                           |
| 1985  | n/a                        | n/a                        | -                        | -                        | 3e tour (1/16)  | Manuela Maleeva    | 4e tour (1/8)   | Chris Evert         | 2e tour (1/16)              | Helena Suková               |
| 1986  | n/a                        | n/a                        | 1er tour (1/64)          | Vicki Nelson             | 4e tour (1/8)   | Helena Suková      | 2e tour (1/32)  | Nicole Arendt       | n/a                         | n/a                         |
| 1987  | 3e tour (1/16)             | Elizabeth Smylie           | -                        | -                        | 2e tour (1/32)  | Helena Suková      | 2e tour (1/32)  | Martina Navrátilová | n/a                         | n/a                         |
| 1988  | 3e tour (1/16)             | Catarina Lindqvist         | -                        | -                        | 3e tour (1/16)  | Pascale Paradis    | 2e tour (1/32)  | Barbara Potter      | n/a                         | n/a                         |
| 1989  | -                          | -                          | 1er tour (1/64)          | Neige Dias               | 2e tour (1/32)  | Nicole Provis      | 2e tour (1/32)  | Terry Phelps        | n/a                         | n/a                         |
| 1990  | 1er tour (1/64)            | Kathy Rinaldi              | -                        | -                        | 3e tour (1/16)  | Jennifer Capriati  | 3e tour (1/16)  | Mary Joe Fernández  | n/a                         | n/a                         |
| 1991  | 1er tour (1/64)            | Petra Kamstra              | -                        | -                        | 2e tour (1/32)  | Amy Frazier        | 1er tour (1/64) | Lori McNeil         | n/a                         | n/a                         |
| 1992  | 3e tour (1/16)             | Conchita Martínez          | -                        | -                        | 1er tour (1/64) | Isabelle Demongeot | 3e tour (1/16)  | Mary Pierce         | n/a                         | n/a                         |
| 1993  | 3e tour (1/16)             | Gigi Fernández             | -                        | -                        | 2e tour (1/32)  | Yayuk Basuki       | 1er tour (1/64) | Steffi Graf         | n/a                         | n/a                         |
| 1994  | 1er tour (1/64)            | Nadin Ercegovic            | -                        | -                        | -               | -                  | -               | -                   | n/a                         | n/a                         |

À droite du résultat, l’ultime adversaire.

### En double dames
| Année | Open d'Australie (janvier)    | Open d'Australie (janvier) | Internationaux de France | Internationaux de France | Wimbledon                    | Wimbledon                   | US Open                      | US Open                     | Open d'Australie (décembre) | Open d'Australie (décembre) |
| ----- | ----------------------------- | -------------------------- | ------------------------ | ------------------------ | ---------------------------- | --------------------------- | ---------------------------- | --------------------------- | --------------------------- | --------------------------- |
| 1984  | n/a                           | n/a                        | -                        | -                        | 1er tour (1/32) K. Cummings  | Chris Evert C. Tanvier      | 3e tour (1/8) Gretchen Rush  | A. Moulton Paula Smith      | 1/4 de finale Henricksson   | B. Potter Sharon Walsh      |
| 1985  | n/a                           | n/a                        | -                        | -                        | 2e tour (1/16) M. L. Piatek  | B. Potter Sharon Walsh      | 1/4 de finale G. Fernández   | Navrátilová Pam Shriver     | 2e tour (1/8) G. Fernández  | Zina Garrison Virginia Wade |
| 1986  | n/a                           | n/a                        | -                        | -                        | 3e tour (1/8) G. Fernández   | Jenny Byrne J. Thompson     | 1/4 de finale G. Fernández   | Steffi Graf G. Sabatini     | n/a                         | n/a                         |
| 1987  | 2e tour (1/8) G. Fernández    | Sandy Collins Sharon Walsh | -                        | -                        | 1/2 finale Lori McNeil       | B. Nagelsen E. Smylie       | 1/4 de finale Elise Burgin   | Navrátilová Pam Shriver     | n/a                         | n/a                         |
| 1988  | 3e tour (1/8) C. Lindqvist    | C. Benjamin Gretchen Rush  | -                        | -                        | 1er tour (1/32) Elise Burgin | A. Dechaume E. Derly        | Victoire G. Fernández        | Patty Fendick Hetherington  | n/a                         | n/a                         |
| 1989  | -                             | -                          | -                        | -                        | 3e tour (1/8) Jenny Byrne    | Steffi Graf G. Sabatini     | 1/4 de finale G. Fernández   | Steffi Graf G. Sabatini     | n/a                         | n/a                         |
| 1990  | 1/2 finale G. Fernández       | Jana Novotná Helena Suková | -                        | -                        | 1/4 de finale Hetherington   | Patty Fendick Zina Garrison | 1/4 de finale A. Sánchez     | Jana Novotná Helena Suková  | n/a                         | n/a                         |
| 1991  | 2e tour (1/16) Gretchen Rush  | Hetherington Kathy Rinaldi | -                        | -                        | 1/4 de finale Gretchen Rush  | G. Fernández Jana Novotná   | 2e tour (1/16) Gretchen Rush | T. Whitlinger T. Whitlinger | n/a                         | n/a                         |
| 1992  | 3e tour (1/8) M. L. Piatek    | A. Sánchez Helena Suková   | -                        | -                        | 1/4 de finale Gretchen Rush  | Jana Novotná L. Neiland     | 2e tour (1/16) E. Smylie     | R. Fairbank Gretchen Rush   | n/a                         | n/a                         |
| 1993  | 1er tour (1/32) Debbie Graham | Pam Shriver E. Smylie      | -                        | -                        | 2e tour (1/16) Sandy Collins | M. Jaggard K. Radford       | 1er tour (1/32) I. Demongeot | Amy Frazier Rika Hiraki     | n/a                         | n/a                         |
| 1994  | 2e tour (1/16) Jo-Anne Faull  | C. Martínez L. Neiland     | -                        | -                        | 3e tour (1/8) K. Maleeva     | Pam Shriver E. Smylie       | Finale K. Maleeva            | Jana Novotná A. Sánchez     | n/a                         | n/a                         |
| 1995  | -                             | -                          | -                        | -                        | 1er tour (1/32) B. Nagelsen  | Elna Reinach Irina Spîrlea  | 2e tour (1/16) Kathy Rinaldi | L. Davenport Lisa Raymond   | n/a                         | n/a                         |

Sous le résultat, la partenaire ; à droite, l’ultime équipe adverse.

### En double mixte
| Année | Open d'Australie (janvier), | Open d'Australie (janvier), | Internationaux de France  | Internationaux de France | Wimbledon                     | Wimbledon                   | US Open                       | US Open                   | Open d'Australie (décembre), | Open d'Australie (décembre), |
| ----- | --------------------------- | --------------------------- | ------------------------- | ------------------------ | ----------------------------- | --------------------------- | ----------------------------- | ------------------------- | ---------------------------- | ---------------------------- |
| 1985  | n/a                         | n/a                         | -                         | -                        | -                             | -                           | 2e tour (1/8) Butch Walts     | W. Turnbull John Lloyd    | n/a                          | n/a                          |
| 1986  | n/a                         | n/a                         | 1/4 de finale Marty Davis | Kathy Jordan Ken Flach   | 1er tour (1/32) Marty Davis   | Jo Durie Jeremy Bates       | -                             | -                         | n/a                          | n/a                          |
| 1987  | 1er tour (1/16) Kelly Jones | Jenny Byrne M. Kratzmann    | -                         | -                        | 1er tour (1/32) Jim Grabb     | Elna Reinach Eddie Edwards  | 1er tour (1/16) Rick Leach    | Navrátilová E. Sánchez    | n/a                          | n/a                          |
| 1988  | 1er tour (1/16) Tim Pawsat  | Jana Novotná Jim Pugh       | -                         | -                        | 1er tour (1/32) Todd Nelson   | Nicole Provis Darren Cahill | 1er tour (1/16) Kelly Jones   | C. Bassett Robert Seguso  | n/a                          | n/a                          |
| 1989  | -                           | -                           | 1/2 finale Jim Grabb      | M. Bollegraf Tom Nijssen | 2e tour (1/16) R. Van't Hof   | Jo-Anne Faull Stoltenberg   | Victoire Shelby Cannon        | M. McGrath Rick Leach     | n/a                          | n/a                          |
| 1990  | 1/4 de finale Shelby Cannon | N. Zvereva Jim Pugh         | -                         | -                        | 1/4 de finale Shelby Cannon   | Jana Novotná Jim Pugh       | 2e tour (1/8) Shelby Cannon   | Zina Garrison Rick Leach  | n/a                          | n/a                          |
| 1991  | Finale Scott Davis          | Jo Durie Jeremy Bates       | -                         | -                        | 1er tour (1/32) Scott Davis   | Alysia May J. Canter        | 1/4 de finale Danie Visser    | A. Sánchez E. Sánchez     | n/a                          | n/a                          |
| 1992  | 1/2 finale Scott Davis      | Nicole Provis M. Woodforde  | -                         | -                        | 1er tour (1/32) Scott Davis   | J. Capriati Luke Jensen     | 1er tour (1/16) Danie Visser  | Zina Garrison Rick Leach  | n/a                          | n/a                          |
| 1993  | 1er tour (1/16) Tom Kempers | Nicole Provis M. Woodforde  | -                         | -                        | 1/4 de finale Grant Connell   | N. Zvereva M. Kratzmann     | 1/4 de finale Grant Connell   | Navrátilová M. Woodforde  | n/a                          | n/a                          |
| 1994  | 2e tour (1/8) Grant Connell | L. Neiland A. Olhovskiy     | -                         | -                        | 1er tour (1/32) Scott Davis   | Helena Suková T. Woodbridge | 1er tour (1/16) Shelby Cannon | Elna Reinach P. Galbraith | n/a                          | n/a                          |
| 1995  | -                           | -                           | -                         | -                        | 1er tour (1/32) Paul Kilderry | C. Singer B. Haygarth       | 2e tour (1/8) Tom Kempers     | Navrátilová J. Stark      | n/a                          | n/a                          |

Sous le résultat, le partenaire ; à droite, l’ultime équipe adverse.

## Parcours aux Masters

### En double dames
| # | Date       | Nom de l'édition                      | ($)       | Surface         | Résultat      | Partenaire     | Ultimes adversaires              | Score         |          |
| - | ---------- | ------------------------------------- | --------- | --------------- | ------------- | -------------- | -------------------------------- | ------------- | -------- |
| 1 | 17/03/1986 | Virginia Slims Championships New York | 500 000   | Moquette (int.) | 1/4 de finale | Gigi Fernández | Hana Mandlíková Wendy Turnbull   | 6-4, 6-3      | Parcours |
| 2 | 17/11/1986 | Virginia Slims Championships New York | 500 000   | Moquette (int.) | 1/4 de finale | Gigi Fernández | Steffi Graf Gabriela Sabatini    | 6-3, 6-2      | Parcours |
| 3 | 14/11/1988 | Virginia Slims Championships New York | 1 000 000 | Moquette (int.) | 1/4 de finale | Gigi Fernández | Larisa Savchenko Natasha Zvereva | 3-6, 6-3, 6-1 | Parcours |
| 4 | 13/11/1989 | Virginia Slims Championships New York | 1 000 000 | Moquette (int.) | 1/4 de finale | Gigi Fernández | Larisa Savchenko Natasha Zvereva | 6-2, 6-4      | Parcours |
| 5 | 18/11/1991 | Virginia Slims Championships New York | 3 000 000 | Moquette (int.) | 1/4 de finale | Gretchen Rush  | Mary Joe Fernández Zina Garrison | 6-3, 6-2      | Parcours |

## Classements WTA en fin de saison

### En simple
| Année | 1983 | 1984 | 1985 | 1986 | 1987 | 1988 | 1989 | 1990 | 1991 | 1992 | 1993 | 1994 |
| Rang  | 161  | 105  | 32   | 16   | 56   | 39   | 88   | 59   | 101  | 56   | 116  | 272  |

Source : (en) « Classements de Robin White », sur le site officiel du WTA Tour

### En double
| Année | 1986 | 1987 | 1988 | 1989 | 1990 | 1991 | 1992 | 1993 | 1994 |
| Rang  | 22   | 17   | 15   | 14   | 12   | 27   | 23   | 62   | 19   |

Source : (en) « Classements de Robin White », sur le site officiel du WTA Tour